# Finanzinnovation
Als Finanzinnovation gilt im Finanzwesen eine Innovation, die neue oder modifizierte bestehende Finanzdienstleistungen, Finanzierungsinstrumente, Finanzinstrumente oder Finanzprodukte sowie die Veränderung bestehender Verfahrenstechniken oder die Einführung neuer Verfahrenstechniken hervorbringt. Das Pendant bei Produkten ist die Produktinnovation.

## Allgemeines
Die Finanzinnovation ist eine Innovation, also eine (Er-)Neuerung (lateinisch innovatio). Die Innovation muss mithin kein völlig neues Finanzprodukt hervorbringen, sondern kann in der Modifizierung eines vorhandenen bestehen. Deshalb unterschied Joseph Schumpeter 1964 in seiner Theorie der wirtschaftlichen Entwicklung zwischen „Inventionen“ (technische Erfindungen eines völlig neuen Produkts), „Innovationen“ (Umsetzung einer Erfindung durch einen „dynamischen Unternehmer“) und Imitationen (Nachahmung einer Innovation durch die Konkurrenz).
Innovationen sind allgemein neue Produkte, neue Verfahren und neue Konzepte oder Modifikationen an bestehenden Produkten, Verfahren und Konzepten. Zu den Finanzinnovationen gehören alle Geldmarkt-, Kapitalmarkt-, Finanz-, Finanzierungs- und Zahlungsverkehrsinstrumente sowie geänderte Prozesse, die potenziell die Strukturen des monetären Sektors von Volkswirtschaften in relevanter Weise verändern können. Die meisten Finanzinnovationen betreffen das Bankwesen, dessen Bankprodukte und dessen Verfahrenstechniken. Nicht nur die Markteinführung ganz neuer Bankprodukte stellt eine Finanzinnovation dar, sondern auch die geringfügige Veränderung bestehender Produkte ist als Finanzinnovation einzustufen. Eine Finanzinnovation ist erst vollendet, wenn ihre Markteinführung erfolgt ist.

## Geschichte
Finanzinnovationen gab es bereits im Mittelalter, als immer neue Methoden der Finanzierung wie der Wechsel entstanden. Der aus dem „instrumentum ex causa cambii“ („causa cambii“ ist die Wechselklausel) in Italien im 12. Jahrhundert hervorgegangene Wechsel machte durch seine Verwendung als Zahlungsmittel das Bargeld überflüssig, als Kreditmittel ermöglichte er den Warenkredit. Die Geldwechsler (lateinisch cambiatori) fungierten als Makler zwischen den Kaufleuten (lateinisch mercatori) und den Zahlungsempfängern (lateinisch remittendi), die „von Ort zu Ort“ (lateinisch de loco in locum) auf Messen zogen, wobei schriftliche Anweisungen (lateinisch cambium; „Tausch“) ausgestellt wurden, aufgrund derer die Geldsumme am Messestandort an eine urkundlich bestimmte Person wieder ausgezahlt werden konnte.
Erste Nachweise für den Lombardkredit finden sich bereits um das Jahr 1400, als Kaufleute Kredite an Feudalherren und Adelige gegen Pfandüberlassung vergaben. Bereits im Jahre 1677 gab es in London 38 registrierte „Blackwell Hall“-Factors, die das Factoring betrieben. Als 1771 der schwedische Ökonom John Hartman Eberhardt den Begriff Delkredere definierte, wurde das Factoring-Verfahren seit langem praktiziert. In den USA begann die Textilindustrie 1890 mit ersten organisierten Factoring-Transaktionen. Eine frühe Form des Reiseschecks waren die 1874 ausgegebenen Circular Notes des Reiseunternehmers Thomas Cook. Das Leasing entstand mit Inkrafttreten des Mineral Leasing Act im Februar 1920, als der Staat öffentliche Grundstücke zur Kohleausbeutung verpachtete.
Die meisten heutigen Finanzinnovationen stammen aus den USA. Hier bildete sich das im Februar 1932 durch den Glass-Steagall Act gesetzlich kodifizierte Trennbankensystem (Spezialbankensystem) heraus, das eine Segmentierung des Bankenmarktes in „Commercial banking“, „Investment Banking“ und den Sektor der Einlageninstitute zur Folge hatte. Der ab 1950 verstärkt aufgekommene Rembourskredit dient als grenzüberschreitende Finanzierung von Warengeschäften und bezieht beim Wechselrembours die alte italienische Erfindung ein. Die Forfaitierung geht auf einen Devisenmangel der Sowjetunion zurück. Während des Besuchs von Richard Nixon in Moskau im Mai 1972 wurden amerikanische Weizenlieferungen für die Sowjetunion vereinbart. In der Folge kaufte die Sowjetunion auch in Europa Weizen wegen einer langandauernden Trockenperiode auf. Wegen des Devisenmangels zahlte Russland nicht sofort, sondern durch mittelfristige Wechsel der staatlichen sowjetischen Außenhandelsbank unter Wechselbürgschaft des sowjetischen Staates nach Diskontierung bei westeuropäischen Banken. In der Diskontierung des Wechsels lag der Forderungsankauf, die Wechselbürgschaft führte zu einer unechten Forfaitierung. Commercial Papers (CPs) entwickelten sich rasant ab etwa 1956, Certificates of Deposit (CDs) gelangten erstmals 1961 in nennenswertem Umfang auf den Markt; Hoechst brachte die ersten CDs in Europa im Mai 1970 heraus. Seit 1974 gibt es ein Rating für Strukturierte Finanzierungen, seit November 1978 gibt es den Automatic Transfer Service (ATS), der dem US-Bankkunden den automatischen Übertrag vom Sparkonto zum Girokonto und umgekehrt ermöglicht.
Finanzinnovationen auf Wertpapierbasis verbreiterten die Produktpalette für Geldanlagen institutioneller und privater Anleger erheblich. Convertible bonds entstanden zur Zeit des Eisenbahnbaus in den USA. Von den 567 zwischen 1930 und 1940 begebenen Industrieanleihen waren 26 % Wandelanleihen. Nullkuponanleihen kamen in den USA erstmals im April 1981 auf den Markt; die den Nullkuponanleihen ähnelnden Stripped bonds tauchten in den USA ab September 1982 auf. Forward Rate Agreements (FRAs) wurden erstmals 1975 am Chicago Board of Trade gehandelt. Europäische Erfindungen waren die 1964 in Großbritannien aufgekommenen Doppelwährungsanleihen, die Floating Rate Notes (FRNs) wurden erstmals 1969 emittiert oder die seit 1986 bestehenden Euronote facilities.
Der höchste Innovationsgrad besteht an den Derivate- und Terminmärkten, die seit 1972 eine rasante Entwicklung erlebt haben. Das financial engineering suchte dabei nach innovativen Lösungen unter Verwendung bereits bekannter, traditioneller Produktelemente. Die ersten bekannten Cross Currency Swaps wurden 1981 zwischen IBM und der Weltbank geschlossen, Zinsswaps gab es erstmals 1982. Die logische Fortentwicklung beider Swaps war der Integrierte Swap, einer Kombination von Währungs- und Zinsswap. Finanzinnovationen auf den Terminmärkten waren die Financial Futures, unter denen man verschiedene Gruppen von Terminkontrakten zusammenfasst: Currency Futures wurden erstmals im Mai 1972 an der Chicago Mercantile Exchange gehandelt, wo 1975 auch die Interest Rate Futures angeboten wurden. Die Stock Index Futures wurden 1982 erstmals an der Kansas City Commodity Exchange eingeführt.
Auch Prozessinnovationen brachten Fortschritte und Komfort für Bankkunden. Seit 1957 wurde in Deutschland zunehmend die Barzahlung mit der Lohntüte durch das Girokonto verdrängt, das die unbare Lohn- und Gehaltszahlung ermöglichte. Das Postscheckamt Hamburg führte 1961 den Dauerauftrag ein. Geldautomaten kamen im Mai 1968 auf den Markt, der kartengarantierte Eurocheque wurde im Mai 1969 eingeführt. Debitkarten und Kreditkarten wären ohne die Infrastrukturinnovationen von Geldautomat, Point-of-Sale (1972) und den Durchzugleser nicht erfolgreich geworden. Die Mellon National Bank bot 1969 das erste Cash-Management-System an, auf dem deutschen Markt folgte die Commerzbank 1983 mit COBRA. Electronic Banking wurde durch die Kreissparkasse Köln 1987 zunächst für mittelständische Unternehmen eingeführt.
Der Begriff der Finanzinnovation (englisch financial innovation) tauchte ersichtlich erstmals in der US-amerikanischen Fachliteratur im Jahre 1975 auf. Für den Autor Silber engagierten sich Finanzinstitute im Rahmen interner (Arbeitsanweisungen), regulatorischer (Marktregulierung) und marktmäßiger (Marktschranken) Einschränkungen bei Finanzinnovationen, um Gewinnmaximierung zu betreiben. Die deutsche Bankbetriebslehre befasste sich ersichtlich erstmals 1985 mit Finanzinnovationen. Es folgten 1986 Hans-Jacob Krümmel und Hans E. Zahn. In kurzen Zeitabständen erschienen weitere Beiträge. Hans-Jacob Krümmel definierte die Finanzinnovation 1986 als ein Finanzprodukt, was bestimmte Eigenschaften von Finanzinstrumenten so trennt und wieder neu bündelt, dass dadurch eine bisher nicht praktizierte Kombination von Leistungsmerkmalen der finanziellen Intermediation entsteht. Hans Büschgen verschaffte 1988 einen systematischen Überblick über die seither auf den Markt gekommenen Finanzinnovationen.
Das weltweite Zahlungsverkehrssystem SWIFT wurde inzwischen erstmals im Mai 1977 zur Übertragung von Zahlungsdaten eingesetzt. Der Anteil der jungen Produkte, die erst in den letzten 5 Jahren entwickelt wurden, stieg im Produktspektrum der Großbanken zwischen 1970 und 1980 von 5 % auf 25 %. Aus dem im Januar 1999 lediglich innerhalb des Bankensystems installierten Echtzeit-Bruttoabwicklungssystem (TARGET, TARGET2) zur Verbuchung in Echtzeit entstand im November 2017 die Echtzeitüberweisung für Bankkunden.
Im Jahre 1996 tauchte elektronisches Geld auf, eine Querschnittstechnologie, die Bankbetriebslehre und Bankenaufsicht vor große Herausforderungen stellte.

## Arten
Man unterscheidet Total- oder Partialinnovationen. Von Totalinnovation wird gesprochen, wenn ein neues Finanzprodukt entsteht oder alle Leistungselemente oder Bestandteile eines bestehenden Finanzprodukts neu sind oder verändert werden. Eine Partialinnovation liegt entsprechend vor, wenn mindestens eins oder wenige Elemente eines bestehenden Produktes verändert werden. Ferner wird zwischen Produkt- und Verfahrens- (Prozess-) Innovationen unterschieden. Produktinnovationen betreffen die Finanzprodukte selbst, Prozessinnovationen sind übergeordnete Techniken, die sich mit der Abwicklung oder Überwachung des Bankgeschäfts befassen.

## Bankrecht
Die Finanzmärkte gehören weltweit zu den Märkten, die am stärksten den staatlichen Regulierungsbemühungen ausgesetzt sind. Im europäischen Bankenaufsichtsrecht soll ein „Neuer Produktprozess (NPP)“ dafür sorgen, dass durch Finanzinnovationen keine Finanzprodukte mit Produktrisiken auf den Markt kommen. Dabei ist es unerheblich, ob es sich um eine Total- oder Partialinnovation handelt. Bei Finanzinnovationen liegt ein Produktrisiko vor, wenn das Bankprodukt für die Bank, den relevanten Finanzmarkt oder den Bankkunden unerwartete Finanzrisiken beinhaltet, die nicht aus Marktrisiken resultieren. Erst wenn dieser Prozess und eine begrenzte Testphase positiv abgeschlossen sind und die Bankenaufsicht keine Bedenken äußert, sind die Bankprodukte marktreif. Entscheidet eine Bank über den Vertrieb neuer Produkte, so kann es bei Finanzinnovationen sinnvoll sein, auf die Markteinführung zu verzichten, wenn aufgrund der Hebelwirkung oder der Unüberschaubarkeit der Marktrisiken ein Risikopotenzial entsteht, das existenzbedrohend ist.
Die Standardisierung der Vielzahl der Produkte im OTC-Handel erfolgt über die International Swaps and Derivatives Association (ISDA), die einheitliche Normen für die einzelnen Produkte festlegt. Nach MaRisk (BA) AT 8.1 vom Oktober 2017 ist für die „Aufnahme von Geschäftsaktivitäten in neuen Produkten oder auf neuen Märkten (einschließlich neuer Vertriebswege) vorab ein Konzept auszuarbeiten. Grundlage des Konzeptes muss das Ergebnis der Analyse des Risikogehalts dieser neuen Geschäftsaktivitäten sowie deren Auswirkungen auf das Gesamtrisikoprofil sein.“ Bei Handelsgeschäften ist vor dem laufenden Handel in neuen Produkten oder auf neuen Märkten grundsätzlich eine Testphase durchzuführen. Nach AT 8.2 haben die Institute vor wesentlichen Veränderungen in der Aufbau- und Ablauforganisation sowie in den IT-Systemen die Auswirkungen der geplanten Veränderungen auf die Kontrollverfahren und die Kontrollintensität zu analysieren. Damit erfassen die MaRisk im Bankwesen sowohl Finanzinnovationen, deren relevante Märkte als auch Prozessinnovationen.
Finanzinnovationen können als immaterielle Dienstleistung patentrechtlich nicht geschützt werden (nach § 1 Abs. 1 PatentG ist nur eine industriell-gewerbliche Anwendbarkeit schutzfähig) und dürfen deshalb von Konkurrenten ohne Rechtsfolgen nachgemacht werden. Diese fehlende Schwelle erleichtert die schnelle Verbreitung von Finanzinnovationen.

## Wirtschaftliche Aspekte
Diskussionen um die volkswirtschaftliche und betriebswirtschaftliche Bedeutung der Finanzinnovationen zeigen, dass noch viele ungelöste Probleme bestehen. Volkswirtschaftlich können sie die Geldpolitik, den internationalen Kreditverkehr oder die Verschuldungskrise etwa durch Debt Equity Swaps oder Credit Default Swaps beeinflussen. Im Bankwesen könnte es durch exzessiven Einsatz innovativer Produkte zu Marktstörungen kommen.
Es wird davon ausgegangen, dass Finanzinnovationen vorgenommen werden, um auferlegte exogene finanzielle Beschränkungen auf Finanzmärkten zu beseitigen oder zu verringern. Auch die Annahme, dass Finanzinnovationen das Ergebnis von Angebot und Nachfrage auf den Finanzmärkten darstelle, ist in der Fachliteratur vertreten. In den USA dienen Finanzinnovationen auch dazu, die Vorschriften des Glass-Steagull Acts zu überwinden. Die Erhöhung der Wettbewerbsintensität beeinflusst positiv das Angebot an Finanzinnovationen. Dies erhöht die Opportunitätskosten der nicht innovatorisch tätigen Banken, deren Margen und Marktanteile unter Druck geraten.
Wer Finanzinnovationen zuerst einführt, kann kurzfristig Technologieführer, Kostenführer oder Preisführer sein und hierdurch Pioniergewinne erzielen. Da jedoch Finanzinnovationen nicht patentiert werden können, wird es schnell technologie-folgende Nachahmer geben, so dass die Gewinnmargen derartiger Finanzinnovationen insgesamt wieder sinken.
Kommt es zu Marktregulierungen durch die Bankenaufsicht (Einschränkungen oder sogar Verboten von Bankgeschäften nach § 3 KWG), können die Geschäftsbanken bei steigenden Regulierungskosten mit Ausweichreaktionen durch modifizierte Finanzinnovationen oder sinkende Transaktionskosten durch technischen Fortschritt reagieren.

## Bedeutung und Kritik
Einige Innovationen haben Wirtschaftskrisen ausgelöst oder verstärkt oder den Kunden eher Nachteile gebracht. Insbesondere die Collateralized Bond Obligation und verwandte Innovationen wie die Collateralized Debt Obligation werden wegen ihrer mangelnden Transparenz und dem Versagen der Ratingagenturen für die Finanzkrise ab 2007 verantwortlich gemacht. Beratungsfehler trugen ab 2007 mit dazu bei, dass die Swapvariante des Spread Ladder Swap zu großen Verlusten bei deutschen Kommunen führte. Anders als der reine Zinsswap ist seine deutlich komplexere Spread Ladder Swap-Unterart auf eine ausreichende Differenz zwischen langfristigen und kurzfristigen Swapsätzen ausgerichtet und deshalb rein spekulativer Art, was den Kommunen verboten ist. Das Cross-Border-Leasing ist für deutsche Kommunen seit Oktober 2008, Fremdwährungskredite sind seit 2011 zum Problem geworden, weil die Aufwertung des Schweizer Franken zu Kursverlusten bei Kommunen führt.

## Finanzverwaltung
Die deutsche Finanzverwaltung versteht unter Finanzinnovation seit dem Rundschreiben des Bundesfinanzministeriums vom Januar 1994 zielgerichtet gestaltete Geldanlagen, die darauf abzielen, steuerpflichtige Einnahmen in steuerfreie Kursgewinne umzuwandeln.
Ein (börsengehandeltes) Wertpapier gilt dann als Finanzinnovation, wenn mindestens eine der folgenden Voraussetzungen erfüllt ist:
- Es hat einen variablen Zinssatz (ratierlicher Zinssatz) – Beispiele sind Floater, Caps und Floors, Collared Bonds und Inflationsindexierte Anleihen.
- Der Abschlag (Disagio) bei Erstausgabe überschreitet die gesetzlich festgelegte Bandbreite.

Auch Garantiezertifikate gelten als Finanzinnovation.
In Deutschland wirkte sich der Besitz dieser Bankprodukte steuerrechtlich seit 2005 so aus, dass alle laufenden Erträge der Einkommensteuer unterlagen und die Differenz zwischen Kauf- und Verkaufskurs bei Verkauf voll einkommensteuerpflichtig war. Rechtsgrundlage war § 20 Abs. 2 Satz 1 Nr. 4 a) bis d) EStG in der Fassung bis 31. Dezember 2008. Ebenso wird nach einem Depotübertrag bei Verkauf nach der Pauschalbemessungsmethode 30 % des gesamten Verkaufserlöses einbehalten (§ 43a EStG).
Ab dem 1. Januar 2009 unterliegen die Finanzinnovationen der Abgeltungsteuer. Kapitalerträge aus Finanzinnovationen werden seitdem mit 25 % Abgeltungssteuer (zuzüglich Solidaritätszuschlag und gegebenenfalls Kirchensteuer) versteuert. Für die Berechnung wird der tatsächliche Gewinn, die so genannte Marktrendite, zugrunde gelegt.